# Desa Cikeusal (administrativ by i Indonesien, lat -6,72, long 108,40)
Desa Cikeusal är en administrativ by i Indonesien.   Den ligger i provinsen Jawa Barat, i den västra delen av landet, 180 km öster om huvudstaden Jakarta.